# Liste der Monuments historiques in Ansouis
Die Liste der Monuments historiques in Ansouis führt die Monuments historiques in der französischen Gemeinde Ansouis auf.

## Liste der Bauwerke
| Bezeichnung                             | Beschreibung | Standort                 | Kennzeichnung | Schutzstatus | Datum | Bild           |
| --------------------------------------- | ------------ | ------------------------ | ------------- | ------------ | ----- | -------------- |
| Pfarrkirche St-Martin Außentreppe       |              | place de l’Église (Lage) | PA00081799    | Classé       | 1988  | weitere Bilder |
| Schloss und Park Park, Stadtmauer, Turm |              | place du Château (Lage)  | PA00081798    | Classé       | 1948  | weitere Bilder |

## Liste der Objekte
| Bezeichnung                                   | Beschreibung | Standort      | Kennzeichnung | Schutzstatus | Datum | Bild |
| --------------------------------------------- | --- | ------------- | ------------- | ------------ | ----- | ---- |
| Schranktüren                                  | 17. Jh., mit Malereien verzierte Schranktüren, der Schrank diente zur Aufnahme der Büsten von St. Elzéar und Ste. Delphine. Inschriften auf den Türflügeln: « St Elzéar priés pour nous. Ste Delphine priés pour nous. » „Der hl. Elzearius betet für uns. Die hl. Delphina betet für uns.“ | Kirche (Lage) | PM84000001    | Classé       | 1933  |      |
| Altarretabel von St. Elzéar und Ste. Delphine | 17. Jh. | Kirche (Lage) | PM84000003    | Classé       | 1981  |      |
| Altarretabel des hl. Sebastian                | 2001 von Daniel Haddad restauriert | Kirche (Lage) | PM84000004    | Classé       | 1988  |      |
| Altarretabel der hl. Jungfrau                 | mit Engelsstatuen, 2000 von Daniel Haddad restauriert | Kirche (Lage) | PM84000005    | Classé       | 1988  |      |
| Kanzel                                        | 15./16. Jh. | Kirche (Lage) | PM84000006    | Classé       | 1988  |      |
| Reliquienschrank                              | 17. Jh. | Kirche (Lage) | PM84000007    | Classé       | 1988  |      |
| Gemälde mit Porträt von Papst Urban V.        | 19. Jh. | Kirche (Lage) | PM84000008    | Classé       | 1988  |      |